# Smaragd-Netzwerk
Das Smaragd-Netzwerk (auch Emerald-Netzwerk, engl.: Emerald Network, franz.: Réseau Emeraude) ist ein auf dem Übereinkommen über die Erhaltung der europäischen wildlebenden Pflanzen und Tiere und ihrer natürlichen Lebensräume (Berner Konvention) basierendes Schutzgebietsnetz, das von den Vertragsstaaten einzurichten ist. Die Ausweisungen der Smaragd-Gebiete, auch als „Areas of Special Conservation Interest“ (ASCI, „Gebiete mit besonderem Schutzinteresse“) bezeichnet, erfolgen aufgrund der 1989 verabschiedeten Resolution Nr. 1 (1989) sowie der Empfehlung Nr. 16 (1989) des Ständigen Ausschusses der Berner Konvention.

## Bedeutung
Aus der Erkenntnis heraus, dass für einen erfolgreichen Schutz von Pflanzen, Tieren und Lebensräumen ein Ansatz auf Basis nationaler Betrachtungen nicht ausreichend ist, wurde 1979 das Ziel formuliert, dass wildlebende Pflanzen und Tiere sowie ihre natürlichen Lebensräume – insbesondere die Arten und Lebensräume, deren Erhaltung die Zusammenarbeit mehrerer Staaten erfordert – zu erhalten sind und eine Zusammenarbeit zwischen den Staaten zu fördern ist (Artikel 1 Berner Konvention).
Artikel 4 Ziffer 4 der Berner Konvention sieht konkret den koordinierten grenzüberschreitenden Lebensraumschutz und Artikel 11 die allgemeine Zusammenarbeit der Vertragsparteien vor. Mit der Errichtung des 1989 beschlossenen Smaragd-Netzwerks (Recommendation No. 16 (1989) Ziffer 1: „[...] take steps to designate areas of special conservation interest [...]“) soll ein grenzüberschreitendes kohärentes Schutzgebietsnetz entstehen. Für die Auswahl der Smaragd-Gebiete hat die Expertengruppe des Ständigen Ausschusses der Berner Konvention Kriterien festgelegt.

## Geltungsbereich
Die Konvention wurde von nachfolgenden Staaten unterzeichnet (in Klammer das Datum des Inkrafttretens, Stand: Juni 2010), die sich somit zum Schutz und zur Schutzgebietsausweisung verpflichten: Albanien (1. Mai 1999), Andorra (1. Februar 2001), Armenien (1. August 2008), Aserbaidschan (1. Juli 2000), Belgien (1. Dezember 1990), Bosnien und Herzegowina (1. März 2008), Bulgarien (1. Mai 1991), Burkina Faso (1. Oktober 1990), Dänemark (1. Januar 1983), Deutschland (1. April 1985), Estland (1. Dezember 1992), Europäische Union (1. September 1982), Finnland (1. April 1986), Frankreich (1. August 1990), Georgien (1. März 2010), Griechenland (1. Oktober 1983), Irland (1. August 1982), Island (1. Oktober 1993), Italien (1. Juni 1982), Kroatien (1. November 2000), Lettland (1. Mai 1997), Liechtenstein (1. Juni 1982), Litauen (1. Januar 1997), Luxemburg (1. Juli 1982), Malta (1. März 1994), Marokko (1. August 2001), Mazedonien (1. April 1999), Moldawien (1. September 1994), Monaco (1. Juni 1994), Montenegro (1. Februar 2010), Niederlande (1. Juni 1982), Norwegen (1. September 1986), Österreich (1. September 1983), Polen (1. Januar 1996), Portugal (1. Juni 1982), Rumänien (1. September 1993), Schweden (1. Oktober 1983), Schweiz (1. Juni 1982), Senegal (1. August 1987), Serbien (1. Mai 2008), Slowakei (1. Januar 1997), Slowenien (1. Januar 2000), Spanien (1. September 1986), Tschechische Republik (1. Juni 1998), Tunesien (1. Mai 1996), Türkei (1. September 1984), Ukraine (1. Mai 1999), Ungarn (1. März 1990), Vereinigtes Königreich (1. September 1982, davon abweichend die Gebiete Isle of Man (24. August 1992), Akrotiri und Dhekelia (24. Oktober 2001) und Jersey (25. Oktober 2002)), Zypern (1. September 1988).

## Umsetzung

### EU-Staaten

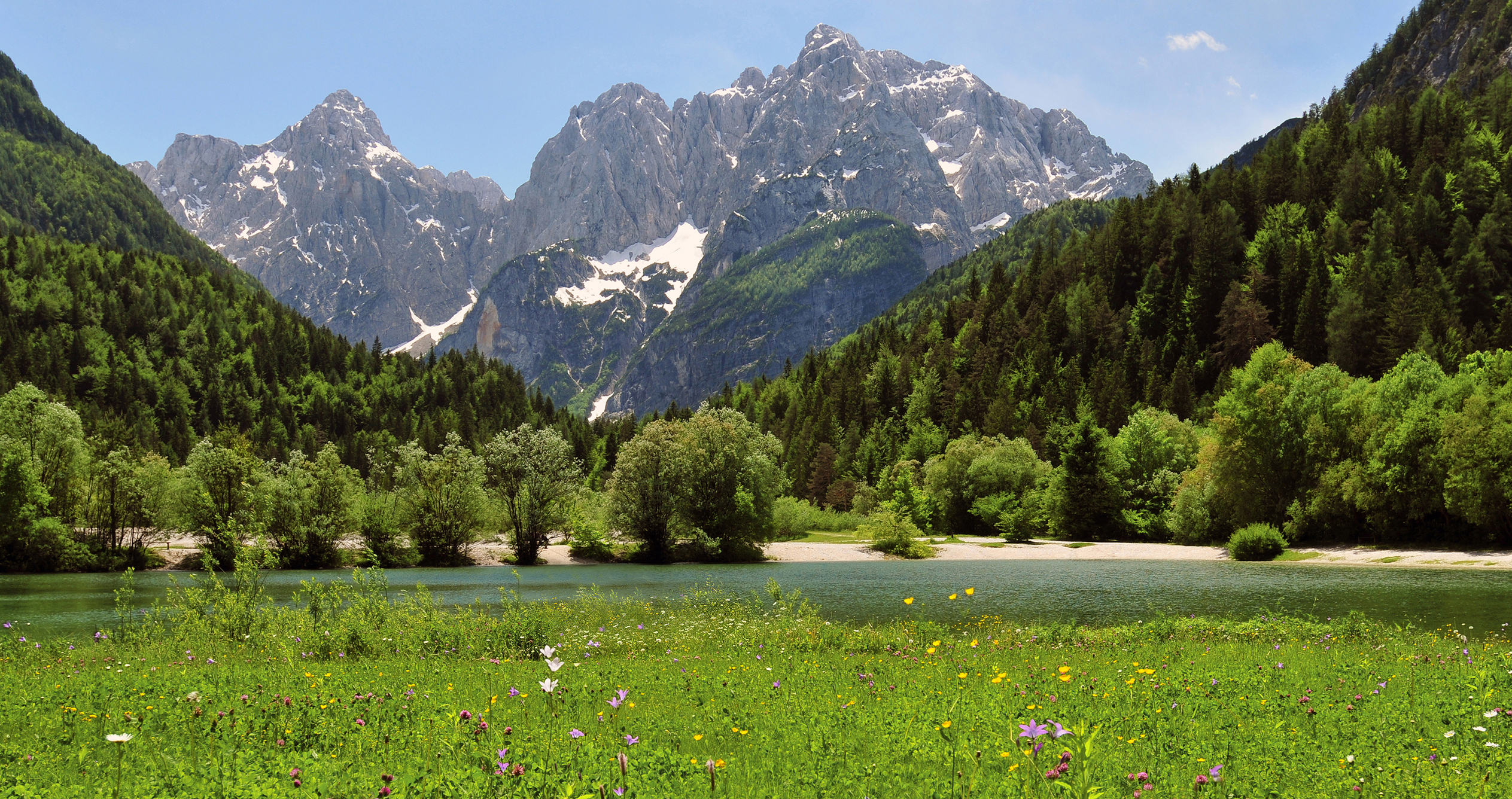
Die Natura-2000-Gebiete „Julijske Alpe“ (FFH-Gebiet) und „Julijci“ (Vogelschutzgebiet) in Slowenien – im Bild der Gebietsteil um die Berge Prisojnik und Razor – wurden zur Erhaltung von 25 Lebensräumen, 22 FFH-Arten und 22 Vogelarten, die europaweit gefährdet sind, ausgewiesen.

In den Mitgliedsstaaten der Europäischen Union erfolgt die Umsetzung der Berner Konvention über die Richtlinien 2009/147/EG (Vogelschutzrichtlinie, zuvor 79/409/EWG) und 92/43/EWG (Fauna-Flora-Habitat-Richtlinie). Das hieraus entstehende Schutzgebietsnetz wird in der EU nicht Smaragd-Netzwerk, sondern „Natura 2000“ genannt. Es besteht in den 27 EU-Staaten (nach dem Austritt des Vereinigten Königreichs am 1. Februar 2020) aus insgesamt 26.918 einzelnen Gebieten mit einer Gesamtfläche von 1.204.987 km² (davon 441.001 km² Meeresgebiete), was einer Abdeckung von rund 18 % der Landfläche der EU entspricht (Stand: Dezember 2019).
Die Maßnahmen der einzelnen EU-Staaten zur Errichtung des Natura-2000-Netzwerks, sowohl hinsichtlich der Gebietsausweisungen als auch bei der Anwendung des EU-Rechts, sind jedoch sehr unterschiedlich. So hat Slowenien 38 % seiner Staatsflächen als Natura-2000-Gebiete unter Schutz gestellt, Dänemark hingegen nur 8 %.
Mit Dezember 2020 sind die Natura-2000-Gebieten des Vereinigten Königreichs zu anerkannten Smaragd-Gebieten geworden.

### Albanien
Albanien verfügt bislang noch über kein anerkanntes Smaragd-Gebiet, hat jedoch 25 Gebiete mit einer Gesamtfläche von 5.224,30 km² (18,17 % der Staatsfläche) nominiert (Stand: Dezember 2020).

### Andorra
In Andorra gibt es zwei anerkannte Smaragd-Gebiete mit einer Gesamtfläche von 26,23 km² (5,60 % der Staatsfläche, Stand: Dezember 2020).

### Armenien
In Armenien gibt es noch kein anerkanntes Smaragd-Gebiet, das Land hat 23 Gebiete mit einer Gesamtfläche von 10.337,20 km² (34,69 % der Staatsfläche) nominiert (Stand: Dezember 2020).

### Aserbaidschan
In Aserbaidschan gibt es noch kein anerkanntes Smaragd-Gebiet, das Land hat bislang 17 Gebiete mit einer Gesamtfläche von 16.795,33 km² (19,39 % der Staatsfläche) nominiert (Stand: Dezember 2020).

### Belarus
In Belarus gab es 155 anerkannte Smaragd-Gebiet mit einer Gesamtfläche von 23.058,70 km² (11,11 % der Staatsfläche, Stand: Dezember 2020). Weitere sieben Gebiete mit einer Gesamtfläche von 973,68 km² waren nominiert (Stand: Dezember 2020). Am 5. September 2023 verkündete Belarus den Austritt aus der Berner Konvention und damit dem Smaragd-Netzwerk. Der Austritt trat am 1. April 2024 in kraft. 

### Bosnien und Herzegowina
In Bosnien und Herzegowina besteht noch kein anerkanntes Smaragd-Gebiet, das Land hat 29 Gebiete mit einer Gesamtfläche von 2.504,55 km² (4,89 % der Staatsfläche) nominiert (Stand: Dezember 2020).

### Georgien
In Georgien gibt es 46 anerkannte Smaragd-Gebiete (Gesamtfläche: 10.174,98 km² = 17,78 % der Staatsfläche, Stand: Dezember 2020) und vier weitere nominierte Gebiete mit einer Gesamtfläche von 349,44 km² (Stand: Dezember 2020).

### Marokko
In Marokko gibt es bislang kein anerkanntes Smaragd-Gebiet. Das Land hatte bis 2015 elf Gebiete mit einer Gesamtfläche von 5.728,20 km² (1,28 % der Staatsfläche) nominiert (Stand: Dezember 2015). In den überarbeiteten Gebietslisten vom Dezember 2020 werden keine Smaragd-Gebiete in Marokko mehr geführt.

### Moldawien (Republik Moldau)
In Moldawien gibt es 61 anerkanntes Smaragd-Gebiet mit einer Gesamtfläche von 3.251,97 km² (9,61 % des Staatsgebiets, Stand: Dezember 2020).

### Montenegro
In Montenegro gibt es bislang kein anerkanntes Smaragd-Gebiet, das Land hat jedoch 32 Gebiete mit einer Gesamtfläche von 2.400,77 km² (17,38 % der Staatsfläche) nominiert (Stand: Dezember 2020).

### Nordmazedonien
In Mazedonien gibt es noch kein anerkanntes Smaragd-Gebiet, das Land hat jedoch 35 Gebiete mit einer Gesamtfläche von 7.543,83 km² (29,34 % der Staatsfläche) nominiert (Stand: Dezember 2020).

### Norwegen
In Norwegen gibt es 586 anerkannte und weitere 138 nominierte Smaragd-Gebiete, die aber überwiegend nur wenige Hektar klein sind, wodurch viele Einflüsse von außerhalb auf die Schutzgebiete zu erwarten sind.

### Russland
In Russland gibt es bislang kein anerkanntes Smaragd-Gebiet, jedoch wurden bis Dezember 2020 insgesamt 1.632 Gebiete mit einer Gesamtfläche von 499.476,06 km² (2,93 % der Staatsfläche) nominiert. Diese sind im Datensatz der Smaragd-Gebiete vom 15. Februar 2024 jedoch nicht mehr gelistet.

### Schweiz

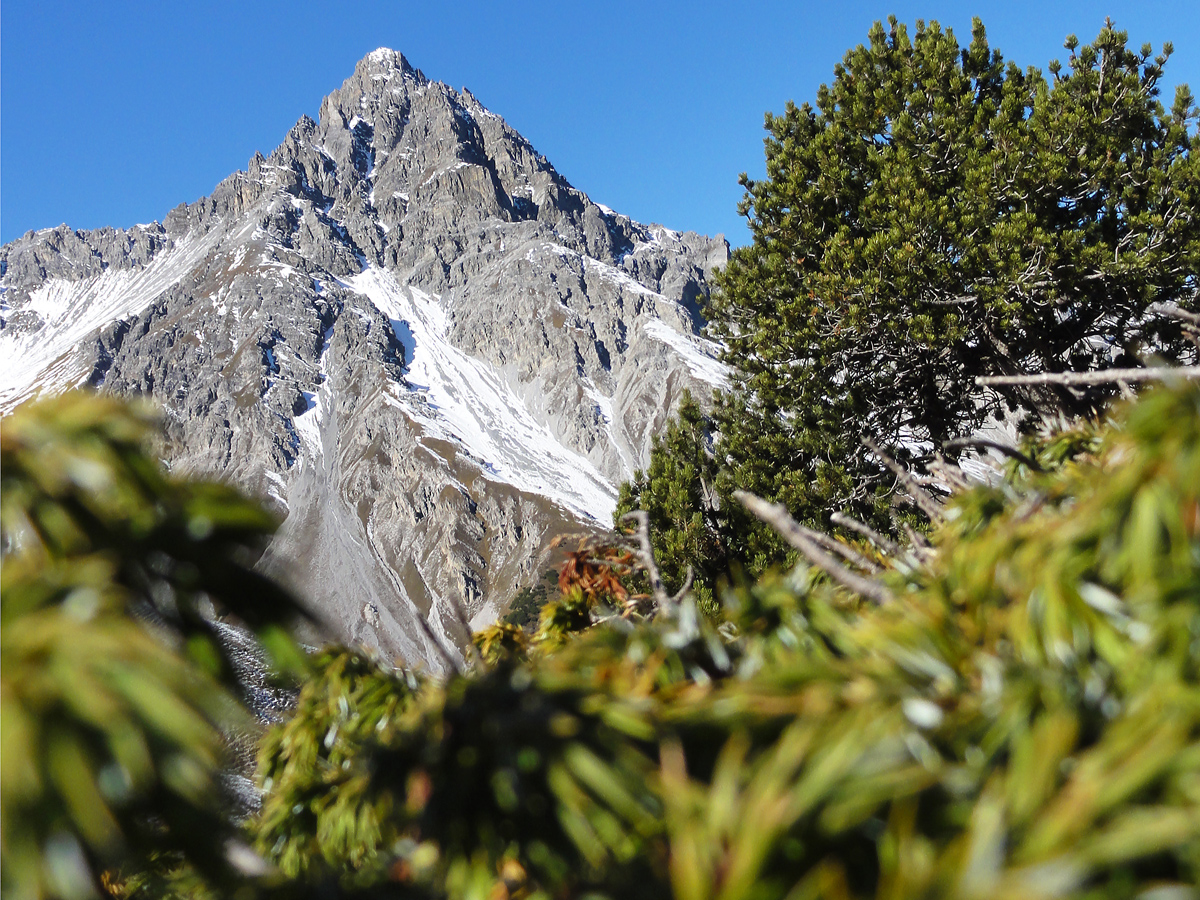
Der Piz Plavna Dadaint, eines der Schweizer Smaragd-Gebiete, wurde zur Erhaltung von Steinadler (Aquila chrysaetos), Bartgeier (Gypaetus barbatus), Auerhuhn (Tetrao urogallus), Alpenschneehuhn (Lagopus muta), Haselhuhn (Bonasa bonasia) und dem endemischen Ladiner Hungerblümchen (Draba ladina) ausgewiesen.

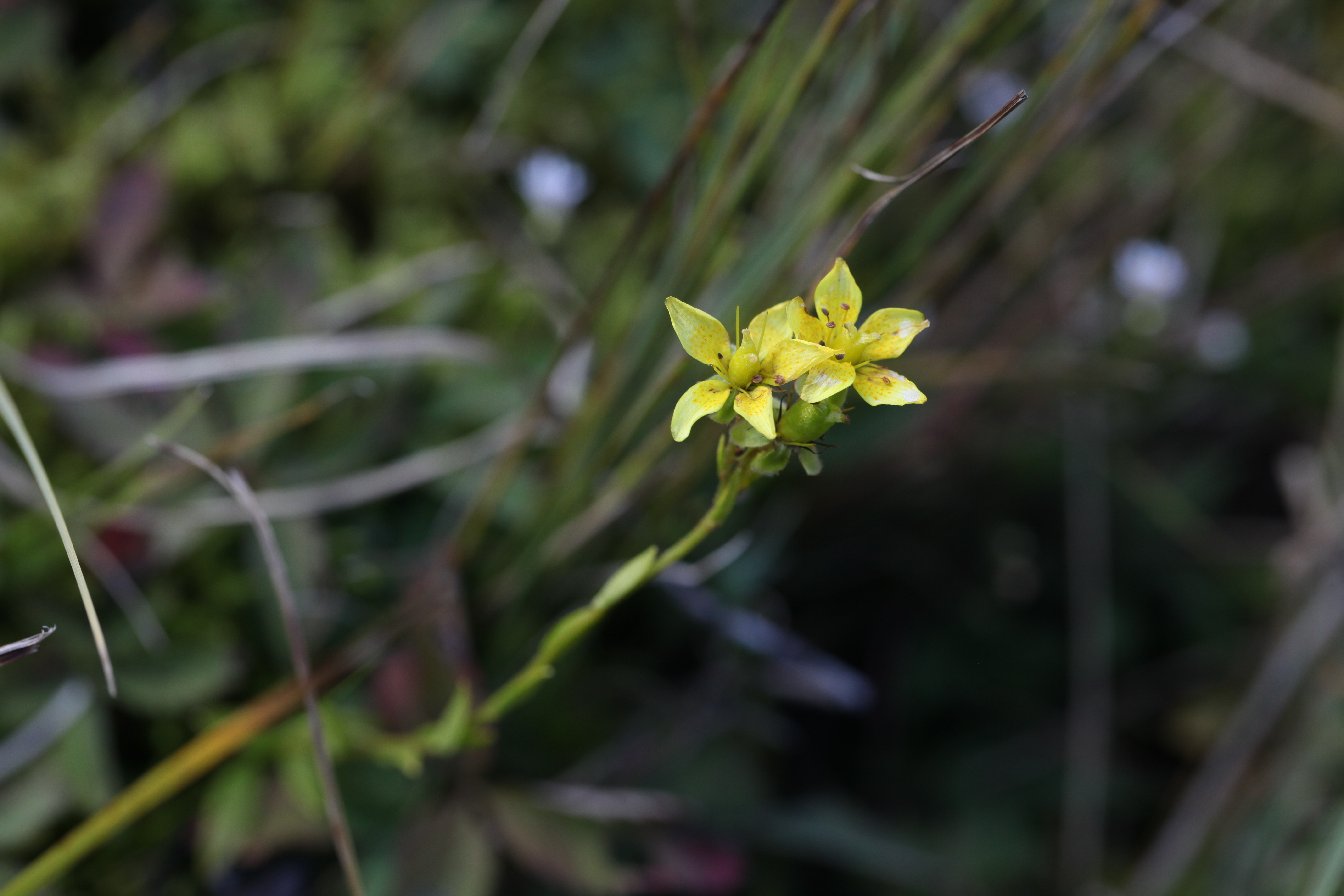
Goldblumiger Steinbrech (Saxifraga hirculus)

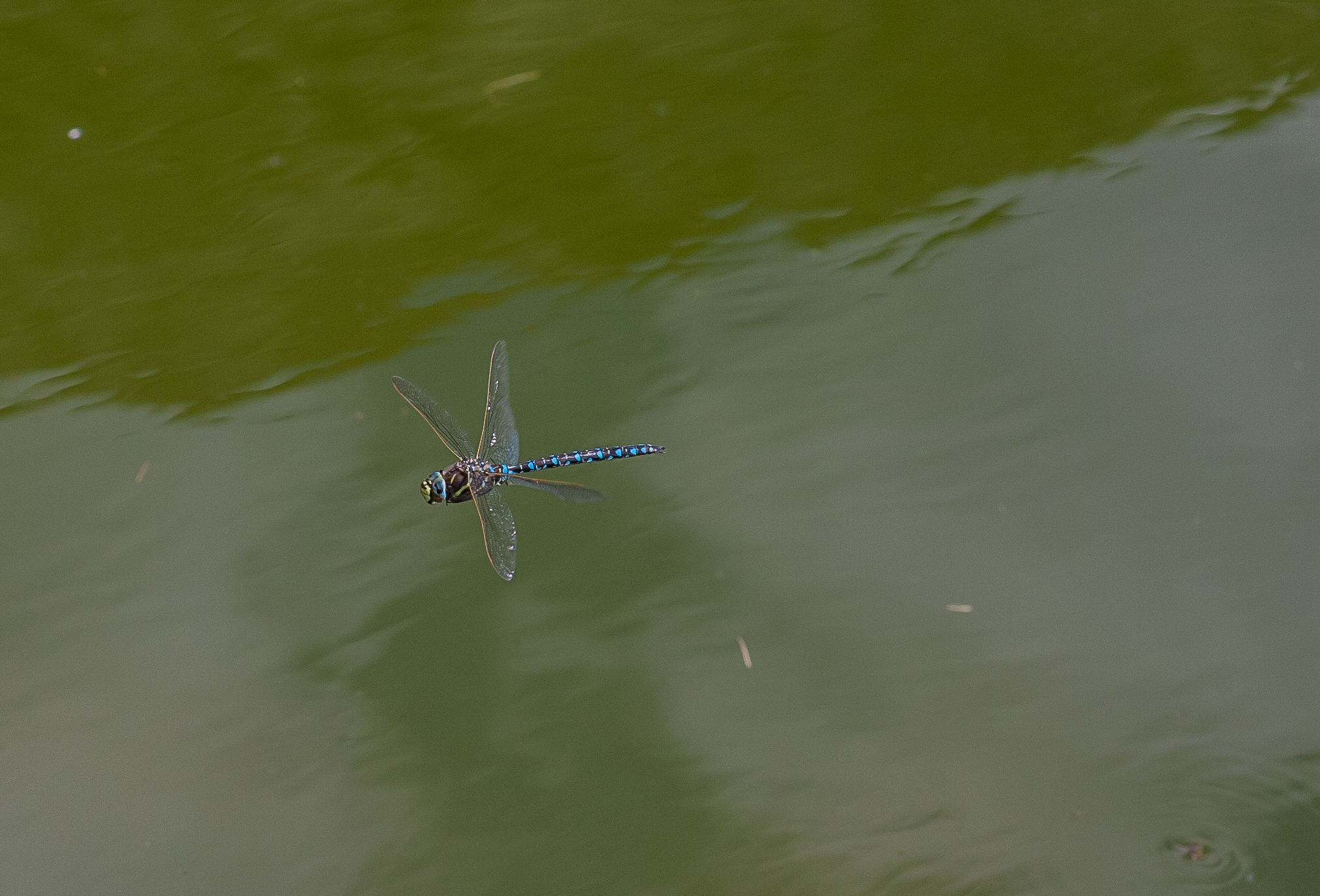
Torf-Mosaikjungfer (Aeshna juncea) im Flug, Wallis

Luftaufnahme der Katzenseen von 1925

Die Schweiz hat in der Bundesversammlung am 11. Dezember 1980 den Beitritt zur Berner Konvention genehmigt, die Ratifikationsurkunde wurde am 12. März 1981 hinterlegt und am 1. Juni 1982 ist die Konvention in der Schweiz in Kraft getreten.
Gemäß der Angaben des Ständigen Ausschusses der Berner Konvention existieren in der Schweiz 149 Arten und 34 natürliche Lebensräume, die in Europa bedroht sind. Um diese zu erhalten, haben der WWF und der Schweizer Vogelschutz SVS/BirdLife Schweiz im Jahr 2002 auf Basis fachlicher Kriterien 139 Gebiete benannt, die als Smaragd-Gebiete unter Schutz zu stellen sind (13 % der Landesfläche für Vogelschutzgebiete und 3,6 % für Nicht-Vogelarten).
Am 22. Oktober 2009 hat die Schweiz 37 Smaragd-Gebiete an den Europarat gemeldet, woraufhin der Ständige Ausschuss der Berner Konvention im Herbst 2012 diese Gebiete offiziell als Smaragd-Gebiete anerkannt hat. Dass die bislang gemeldeten 37 Gebiete mit einer Gesamtfläche von 642,17 km² (1,56 % der Staatsfläche) keinesfalls ausreichen, um der Verpflichtung der Berner Konvention zur Erhaltung der Biodiversität nachzukommen, ist den Behörden bekannt. Bis 2020 hat es die Schweiz nicht geschafft, genügend Flächen anzumelden. Die Mitgliedstaaten erhalten nochmals zehn Jahre Zeit, um an der Fertigstellung des Smaragd-Netzwerks zu arbeiten.
Folgende anerkannte Smaragd-Gebiete gibt es bislang in der Schweiz (Stand: Dezember 2014, keine Änderung bis Dezember 2020):
Kanton Aargau:
- Boniswiler-Seenger Ried (1,47 km²)
- Reusstal (31,95 km²)

Kanton Bern:
- Belpau (4,36 km²), Amphibienlaichgebiete von nationaler Bedeutung
- Oberaargau (114,68 km²)

Kanton Genf:
- Complexe alluvial du Rhône genevois (26,28 km²)

Kanton Graubünden:
- Ardez (6,07 km²)
- Piz Plavna Dadaint (25,92 km²), rätoromanisch für Hintere Plavnaspitze
- die Ruinaulta (26,26 km²), oder Rheinschlucht, Schlucht des Vorderrheins vor der Einmündung des Hinterrheins
- Ramosch (3,11 km²)
- Stazerwald (8,27 km²), rätoromanisch God da Staz, Waldgebiet
- Val Roseg (18,40 km²), alpines Hochtal

Kanton Jura:
- Bonfol (2,19 km²) mit den sieben ehemaligen Fischweihern Étangs de Bonfol
- Étang de la Gruère (2,01 km²), ein gestauter Moorsee auf dem Freiberger Hochplateau
- Vallée de Joux (8,82 km²), abgeschlossenes Hochtal
- Saint-Ursanne (19,98 km²)

Kanton Luzern:
- Flühli-Sörenberg-Habkern (96,91 km²), auch teilweise im Kanton Bern

Kantone Nidwalden und Uri:
- Walenstöcke-Brisen (27,14 km²)

Kanton Obwalden:
- Hanenried (0,45 km²), Flachmoore von nationaler Bedeutung

Kanton St. Gallen:
- Galgenmaad-Schribersmaad (3,09 km²), gelegen zwischen dem Rheintaler Binnenkanal und dem Werdenberger Binnenkanal
- Moore auf dem Rickenpass (2,25 km²)

Kanton Tessin:
- Albionasca (4,63 km²)
- Colombera (0,26 km²)
- Magadinoebene (13,18 km²), italienisch Piano di Magadino, trockengelegtes früheres Sumpfland, das der Ticino durch etliche Mäander vor seiner Kanalisierung formte
- Maggia (4,14 km²)
- Monte di Brissago (9,14 km²), mit rund 1500 verschiedenen Pflanzenarten, wegen des milden Klimas seit jeher auch Palmen, Bambus und Eukalypten
- Monte Generoso (62,15 km²)
- Tresa (0,15 km²)
- Val Piora (14,31 km²)

Kanton Waadt:
- Les Mosses (15,88 km²) mit dem Passübergang Col des Mosses und Les Mossettes, auf rund 1400 m ü. M., im Parc naturel régional Gruyère Pays-d’Enhaut
- Mouille de La Vraconne (1,95 km²), Hochmoor/Übergangsmoor von nationaler Bedeutung
- Les Grangettes (10,04 km²), Naturreservat von internationaler Bedeutung am Südostufer des Genfersees
- Rive Sud du Lac de Neuchâtel (35,62 km²), teilweise auch Kanton Fribourg
- Sèche de Gimel (0,13 km²), Flachmoor von nationaler Bedeutung, besonders hervorgehoben für den Goldblumigen Steinbrech

Kanton Wallis:
- Pfynwald (20,33 km²), französisch bois de Finges, Naturschutzgebiet von nationaler Bedeutung

Kanton Zürich:
- Katzensee (5,02 km²), Feuchtgebiet mit langsamer Verlandung, Beispiel für Seenverlandung und Moorentwicklung (hier entstanden sowohl ein Flach- als auch ein Hochmoor), mit u. a. 600 Arten an Blütenpflanzen, 1912 bereits unter kantonalen Schutz gestellt, seit 1977 im Bundesinventar der Landschaften und Naturdenkmäler von nationaler Bedeutung
- Naturschutzgebiet Altwässer Thurspitz (4,61 km²), Amphibienlaichgebiet von nationaler Bedeutung
- Pfäffikersee (11,01 km²)

### Serbien
In Serbien gibt es bislang kein anerkanntes Smaragd-Gebiet, das Land hat 61 Gebiete mit einer Gesamtfläche von 10.210,78 km² (13,18 % der Staatsfläche) nominiert (Stand: Dezember 2020).

### Ukraine
In der Ukraine gibt es 377 anerkannte Smaragd-Gebiete (Stand: Dezember 2022).

### Vereinigtes Königreich
Im Vereinigten Königreich waren bis zum Austritt aus der Europäischen Union (1. Februar 2020) 934 Natura-2000-Gebiete mit einer Gesamtfläche von 153.137,00 km² ausgewiesen. Nach dem EU-Austritt des Vereinigten Königreichs wurden alle Natura-2000-Gebiete vom Europarat als Smaragd-Gebiete anerkannt.